# Santa Elena, Veracruz
Santa Elena är en ort i Mexiko.   Den ligger i kommunen Córdoba och delstaten Veracruz, i den sydöstra delen av landet, 230 km öster om huvudstaden Mexico City. Santa Elena ligger 1 142 meter över havet och antalet invånare är 385.
Terrängen runt Santa Elena är kuperad. Runt Santa Elena är det tätbefolkat, med 427 invånare per kvadratkilometer. Närmaste större samhälle är Córdoba, 10,4 km sydost om Santa Elena. I omgivningarna runt Santa Elena växer huvudsakligen savannskog.